# Támega
Il fiume Támega (grafia spagnola; in portoghese: Tâmega) è un fiume della penisola iberica affluente del Douro in territorio portoghese.

## Corso del fiume
Nasce nella Sierra de San Mamede, nella frazione di Alberguería (comune di Laza), nella provincia di Ourense (Galizia – Spagna). Entra in Portogallo attraverso la valle di Chaves nel distretto di Vila Real e sfocia nel fiume Douro in prossimità della freguesia Entre-os-rios nel comune di Penafiel.
Bagna Laza, Verín, Castrelo do Val e Oímbra in Spagna e Chaves, il territorio di Ribeira de Pena, Amarante e Marco de Canaveses in Portogallo.
In conseguenza delle irregolarità delle precipitazioni piovose nel suo bacino, che hanno grandi variazioni annuali, il fiume ha una portata irregolare, molto scarsa in estate, abbondante in inverno fino a straripare come ricordano i segni sui muri delle case lungo il fiume.

## Affluenti
- Fiume Bessa
- Fiume de Cavez
- Fiume Ôlo
- Fiume Odres
- Fiume Ovelha